# Dirk Duinker
Dirk Duinker (Velsen, 13 maart 1934 – Lutjewinkel, 7 december 1983) was een Nederlands politicus namens de PvdA.

## Loopbaan
Duinker groeide op in Noord-Holland. Hij voltooide de mulo, waarna hij een grafische opleiding deed. Voordat hij de politiek inging, werkte hij in de marketingindustrie en als voorlichter van het ministerie van Volkshuisvesting en Ruimtelijke Ordening, en was hij lid van de PSP. Zijn eerste politieke functie was als lid van de gemeenteraad van Niedorp namens de PvdA.
Van 1977 tot 1978 was hij lid van de Tweede Kamer der Staten-Generaal. In 1978 keerde hij terug in de Kamer, als opvolger van Wim Duisenberg die vicepresident van de Rabobank werd en zijn zetel opgaf. In de Tweede Kamer hield Duinker zich met name bezig met volkshuisvesting en binnenlandse zaken. Samen met zijn fractiegenoten Marcel van Dam, Jan Schaefer en Hans Kombrink behoorde hij tot de groep opposanten tegen het beleid van CDA-minister Pieter Beelaerts van Blokland en CDA-staatssecretaris Gerrit Brokx. Hij behoorde in 1980 tot de minderheid van zijn fractie die vóór een Nederlandse boycot van de Olympische Spelen in Moskou was.
Op 5 maart 1981 nam de Tweede Kamer een door hem ingediende motie aan waarin werd uitgesproken dat het beleid van staatssecretaris Brokx met betrekking tot de huren in stadsvernieuwingsgebieden niet in het belang van de volkshuisvesting was. Een Kamermeerderheid gaf echter aan de motie niet als motie van wantrouwen te beschouwen.
Dirk Duinker overleed op 7 december 1983 op 49-jarige leeftijd.
- Biografisch Portaal: 96487180
- Digitale Bibliotheek voor de Nederlandse Letteren: duin015
- Parlement.com: vg09lli99lzt